# KAIS Mora IF
KAIS Mora IF, eller KAIS Mora Mets, är en innebandyförening från Mora med lag både på dam- , herr- och ungdomssidan. Klubben bildades 2004 genom sammanslagning av Kristinebergs AIS (grundad 1982) och Mora IBF (grundad 1982 som Mora IBK). Från början fanns det två olika lag, Mora IBF och KAIS (Kristinebergs AIS, bildad 7 augusti 1982). Damlaget kvalade 2007 in till Svenska Superligan för damer, SSL och blev svenska mästare 2015. 2021/2022 åkte damlaget ner i Allsvenskan. Herrlaget spelar säsongen 2021/2022 i Division 1.

## Föreningen
KAIS Mora IF:s hemmaplan heter Bilkompaniet Arena och består av två innebandyplaner, samt cafeteria, kansli och ett gym.
Flera spelare är egna produkter där det stora flertalet kommer från klubbens och Mora Kommuns egna innebandygymnasium som startades i augusti 1999 och blev rekommenderat innebandygymnasium år 2008 och sedermera nationellt godkänd idrottsutbildning, NIU.
Damernas SM-guld var klubbens 11:e i ordningen, det 10:e tog klubbens då 18-åriga pojkar som tog hem USM-guldet i Hudiksvall 2011. 
KAIS Moras damlag spelar säsongen 2015/2016 förutom i Svenska Superligan dessutom i Champions Cup där klubben segrade och blev Europamästare i oktober 2015.
På juniorsidan spelar klubbens damjuniorer säsongen 2015/2016 i division 1, näst högsta serien, medan herrjuniorerna kommer att spela i division 2 samt i Juniorallsvenskan (JAS).

## Emblem
Klubbembemet är svart och rött med två stiliserade korslagda kvastar och en innebandyboll samt årtalet 1982. Kvastarna är ett arv från Kristinebergs AIS, som startade som ett korplag i bordtennis med målsättningen att "sopa hem förstaplatsen". Mora IBF hade en gul innebandyboll som en del av sitt emblem.

## SM-medaljer genom tiderna
- 1985/86: guld - damer (dåvarande Kristenbergs AIS)
- 1986/87: brons - damer
- 1987/88: silver - damer
- 1988/89: brons - damer
- 1995/96: guld - DJ-16
- 1996/97: guld - DJ-20
- 1997/98: guld - DJ-20; guld - DJ-16; silver - DJ-18
- 1998/99: guld - HJ-20; brons - DJ-18; brons - DJ-16
- 1999/00: brons - DJ-18
- 2000/01: guld - DJ-18; brons - DJ-16
- 2001/02: silver - DJ-18
- 2002/03: silver - HJ-20; brons - HJ-18
- 2006/07: guld - DJ-16
- 2008/09: guld - HJ-16
- 2010/11: guld - HJ-18; brons damer
- 2011/12: silver - damer
- 2012/13: brons - damer
- 2013/14: silver - damer
- 2014/15: guld - damer
- 2015: Europacupmästare - damer
- 2015/16: silver - damer
- 2016/17: silver - damer

Totalt till och med säsongen 2016/2017: 11 guld, 8 silver och 9 brons samt 1 Europacupguld.

## Landslagsspelare genom tiderna
- Malin Andréason
- Florian Bolliger (Schweiz)
- Maria Boänges
- Christina Brygt
- Martina Capkova (Tjeckien)
- Tone Einstulen (Norge)
- Maria Erlandsson
- Sandra Fredriksson
- Per-Erik Halvarsson
- Johanna Holmbom
- Kristian Holtz (Tyskland)
- Therése Karlsson
- Sara Kristoffersson
- Laura Kokko (Finland)
- Amanda Larsson
- Martina Löf
- Jonna Mäkelä (Finland)
- Silvana Nötzli (Schweiz)
- Maria Poutamo
- Elin Reinestrand
- Kajsa Reingård
- Göran Spännar
- Natalie Stadelman (Schweiz)
- Moa Tschöp
- Tereza Urbánková (Tjeckien)
- Lauma Visnevska (Lettland)
- Amanda Wall
- Peter "Lillis" Wallin
- Anna Wijk
- Amanda Hill
- Moa Gustafsson
- My Kippilä
- Jenna Saario
- Victoria Grace Lindström
- Gabriella Lindström
- William Tara Eriksson (USA)
- Carl Tara Eriksson (USA)
- Axel Olson Holm (USA)
- Daniel Vaigur (Estland)
- Gerdo Unga (Estland)
- Tanel Kasenrum (Estland)
- Eric Dieckelman (USA)
- Axel Vallentgoed (Nederländerna)

## Profiler
- Laila Mörk (årets spelare 1987/88)
- Lina Hansson (252 matcher i högsta serien)
- Sandra Fredriksson (245 matcher i högsta serien)
- Therése Karlsson (260 matcher i högsta serien, +300 mål 2015-11-22)
- Martina Löf (Kapten med 253 matcher i högsta serien)
- Amanda Larsson (235 matcher i högsta serien)
- Elin Reinestrand (203 matcher i högsta serien, 2015-11-22)
- Anna Wijk (+400 poäng i högsta serien, 2015-11-22)
- Peter "Lillis" Wallin
- Tord Norell
- Göran Spännar
- Johan Eriksson
- Ingemar Persson
- Jim Åkerlind
- Björn Grudd
- Jerry Abrahamsson